# Condado de Broward
El condado de Broward es un condado ubicado en el estado de Florida. En 2000, su población era de 1 623 018 habitantes. Su sede está en Fort Lauderdale. El condado de Broward es uno de los tres condados que conforman el área metropolitana del sur de Florida (Florida del Sur).

## Historia
El condado de Broward fue creado en 1915. Su nombre es el de Napoleon Bonaparte Broward, Gobernador de Florida entre 1905 y 1909.

## Demografía
Según el censo de 2000, el condado cuenta con 1 623 018 habitantes, 654 445 hogares y 411 645 familias residentes. La densidad de población es de 520 hab/km² (1346 hab/mi²). Hay 741 043 unidades habitacionales con una densidad promedio de 237 u.a./km² (615 u.a./mi²). La composición racial de la población del condado es 70,57 % Blanca, 20,54 % Afroamericana o Negra, 0,24 % Nativa americana, 2,25 % Asiática, 0,06 % De las islas del Pacífico, 3,00 % de Otros orígenes y 3,35 % de dos o más razas. El 16,74 % de la población es de origen Hispano o Latino cualquiera sea su raza de origen.
410 387 residentes del Condado de Broward, o 25,3 % de la población total nacieron en el extranjero. 60 241 nacieron en Jamaica, 32 572 nacieron en Cuba, 9015 nacieron en República Dominicana, 47 445 provienen de Haití, 10 843 provienen de México y 12 776 son originarios de Perú. 9189 habitantes provienen del Reino Unido.
De los 654 445 hogares, en el 29,30 % de ellos viven menores de edad, 46,10 % están formados por parejas casadas que viven juntas, 12,50 % son llevados por una mujer sin esposo presente y 37,10 % no son familias. El 29,60 % de todos los hogares están formados por una sola persona y 12,40 % de ellos incluyen a una persona de más de 65 años. El promedio de habitantes por hogar es de 2,45 y el tamaño promedio de las familias es de 3,07 personas.
El 23,60 % de la población del condado tiene menos de 18 años, el 7,20 % tiene entre 18 y 24 años, el 31,40 % tiene entre 25 y 44 años, el 21,70 % tiene entre 45 y 64 años y el 16,10 % tiene más de 65 años de edad. La mediana de la edad es de 38 años. Por cada 100 mujeres hay 93,30 hombres y por cada 100 mujeres de más de 18 años hay 89,80 hombres.
La renta media de un hogar del condado es de $41 691, y la renta media de una familia es de $50 531. Los hombres ganan en promedio $36 741 contra $28 529 para las mujeres. La renta per cápita en el condado es de $23 170. 11,50 % de la población y 8,70 % de las familias tienen entradas por debajo del nivel de pobreza. De la población total bajo el nivel de pobreza, el 15,30 % son menores de 18 y el 10,00 % son mayores de 65 años.
El Condado de Broward es el que mayor número de casos de sida tiene, con 58,4 nuevos casos de sida por cada 100 000 habitantes.  (enlace roto disponible en Internet Archive; véase el historial, la primera versión y la última).

### Religión
La población mayoritariamente es protestante, con presencia católica por la inmigración latinoamericana.
En el área urbana de Weston se encuentra la sede mundial de la Iglesia de Dios Ministerial de Jesucristo Internacional con presencia en los 5 continentes.

## Límites
El condado de Broward limita al norte con el Condado de Palm Beach, con el océano Atlántico al este, con el Condado de Miami-Dade al sur, con el Condado de Collier al oeste, y con el Condado de Hendry al noroeste.

## Educación
Las Escuelas Públicas del Condado de Broward gestiona las escuelas públicas.
La Biblioteca del Condado de Broward gestiona las bibliotecas públicas.

### Universidades
- Instituto de Arte de Fort Lauderdale
- Universidad Atlántica de Florida
- Universidad Nova del Sureste
- Sistema Universitario ANA G Mendez.
- Broward International University

## Ciudades, pueblos y poblados

### Municipalidades
| 1. Ciudad de Parkland 2. Ciudad de Coconut Creek 3. Ciudad de Deerfield Beach 4. Ciudad de Coral Springs 5. Ciudad de Margate 6. Ciudad de Pompano Beach 7. Ciudad de Lighthouse Point 8. Pueblo de Hillsboro Beach 9. Ciudad de Tamarac 10. Ciudad de North Lauderdale 11. Pueblo de Lauderdale-by-the-Sea 12. Poblado de Sea Ranch Lakes 13. Ciudad de Oakland Park 14. Ciudad de Wilton Manors 15. Poblado de Lazy Lake 16. Ciudad de Fort Lauderdale 17. Ciudad de Lauderdale Lakes 18. Ciudad de Lauderhill 19. Ciudad de Sunrise 20. Ciudad de Plantation 21. Ciudad de Weston 22. Pueblo de Davie 23. Ciudad de Dania Beach 24. Ciudad de Hollywood 25. Pueblo de Southwest Ranches 26. Ciudad de Cooper City 27. Ciudad de Pembroke Pines 28. Ciudad de Miramar 29. Ciudad de West Park 30. Pueblo de Pembroke Park 31. Ciudad de Hallandale Beach |

### Administración local
- Junta de comisionados del Condado de Broward (en inglés)
- Supervisión de elecciones del Condado de Broward (en inglés)
- Registro de propiedad del Condado de Broward (en inglés)
- Oficina del alguacil del Condado de Broward (en inglés)

### Turismo
- Oficina de turismo del área de Fort Lauderdale (en inglés)

- Datos: Q494624
- Multimedia: Broward County, Florida / Q494624